# إرنستو ليكونا
إرنستو ليكونا (بالإسبانية: Ernesto Lecuona) (6 أغسطس 1895 في كوبا - 29 نوفمبر 1963 في الولايات المتحدة) كان ملحناً كوبياً وواحدا من أهم الملحنين والموسيقيين في القرن العشرين.
بدأ هذا الطفل الأعجوبة العزف على آلة البيانو في سن الخامسة من عمره. نشر أول عمل موسيقي له وعمره 11 سنة. درس البيانو وقيادة الأوركسترا في المعهد الموسيقي في هافانا. في بداية العشرينات من القرن الماضي درس لوقت قصير لدى الملحن الفرنسي موريس رافل في باريس.
أسس إرنستو أوركسترا باسم أوركسترا الإخوة بالاو الكوبية. استطاعت هذه المجموعة أن تحقق نجاحاً كبيراً في فترة الثلاثينات والأربعينات من القرن الماضي في الولايات المتحدة الأمريكية، وأوروبا. في عام 1960 ترك كوبا ليستقر في مدينة نيويورك الأمريكية.

## أعماله
ألّف إرنستو أعمالا كثيرة مختلفة بلغت أكثر من 400 مقطوعة موسيقية. معزوفته سيبوني (Siboney) التي ألّفها عام 1929 هي واحدة من أشهر مؤلفاته الموسيقية التي أعاد عزفها بأشكال مختلفة فنانون عدة.

## روابط خارجية
- إرنستو ليكونا على موقع IMDb (الإنجليزية)
- إرنستو ليكونا على موقع ميوزك برينز (الإنجليزية)
- إرنستو ليكونا على موقع قاعدة بيانات برودواي على الإنترنت (الإنجليزية)
- إرنستو ليكونا على موقع أول ميوزيك (الإنجليزية)
- إرنستو ليكونا على موقع أول ميوزيك (الإنجليزية)
- إرنستو ليكونا على موقع ديسكوغز (الإنجليزية)